# Hexanitroethan
Hexanitroethan ist eine aliphatische Nitroverbindung. Im Molekül sind alle sechs möglichen Substituentenpositionen jeweils durch eine Nitrogruppe ersetzt. Als hochnitrierte Verbindung wirkt es als starkes Oxidationsmittel und ist ein Explosivstoff.

## Darstellung und Gewinnung
Eine erste Herstellung wurde schon 1914 durch Wilhelm Will beschrieben. Diese gelingt durch die Umsetzung des Kaliumsalzes des Tetranitroethans mit Salpetersäure.
{\displaystyle \mathrm {C_{2}(NO_{2})_{4}K_{2}+4\ HNO_{3}\longrightarrow C_{2}(NO_{2})_{6}+2\ KNO_{3}+2\ H_{2}O} }
Das Kaliumsalz des Tetranitroethans kann in einer Synthesesequenz ausgehend vom Tribromnitromethan gewonnen werden. Im ersten Schritt erfolgt eine Dimerisierung zum Tetrabromdinitroethan.
{\displaystyle \mathrm {2\ C(NO_{2})Br_{3}+KCN\longrightarrow Br_{2}(NO_{2})C-C(NO_{2})Br_{2}+BrCN+KBr} }
Im zweiten Schritt erfolgt eine nucleophile Substitution mit Kaliumnitrit zum Dibromtetranitroethan.
{\displaystyle \mathrm {Br_{2}(NO_{2})C-C(NO_{2})Br_{2}+2\ KNO_{2}\longrightarrow Br(NO_{2})_{2}C-C(NO_{2})_{2}Br+2\ KBr} }
Das Tetranitroethansalz entsteht dann durch die weitere Umsetzung mit Kaliumcyanid.
{\displaystyle \mathrm {Br(NO_{2})_{2}C-C(NO_{2})_{2}Br+2\ KCN\longrightarrow C_{2}(NO_{2})_{4}K_{2}+2\ BrCN} }
Eine für eine industrielle Herstellung praktikable Synthese geht von Furfural aus, welches im ersten Schritt unter Ringöffnung oxidativ zur Mucobromsäure (2,3-Dibrommalealdehydsäure) bromiert wird. Alternativ kann auch Furan-2-carbonsäure als Edukt verwendet werden. Im Folgeschritt wird die Mucobromsäure bei Temperaturen kurz unterhalb von Raumtemperatur mit Kaliumnitrit zum Dikaliumsalz des 2,3,3-Trinitropropionaldehyds umgesetzt. Die Zielverbindung erhält man durch die Nitrierung dieses Salzes mittels Salpetersäure und Schwefelsäure bei −60 °C.

## Eigenschaften
Hexanitroethan kann in zwei polymorphen Kristallformen auftreten. Unterhalb einer Temperatur von 18 °C liegt die Kristallform II vor. Am Umwandlungspunkt bei 18 °C erfolgt die Bildung der Kristallform I mit einer Umwandlungsenthalpie von 12,4 kJ·mol−1. Die Kristallform I schmilzt bei 135,5 °C.
Hexanitroethan ist ein explosionsgefährlicher Stoff im Sinne des Sprengstoffgesetzes. Wichtige Explosionskennzahlen sind:
| Sauerstoffbilanz           | 42,7 %[2]                              |
| Stickstoffgehalt           | 28,01 %[2]                             |
| Normalgasvolumen           | 678 l·kg−1[2]                          |
| Explosionswärme            | 3020 kJ·kg−1[2]                        |
| Spezifische Energie        | 813 kJ·kg−1 (68,1 mt/kg)[2]            |
| Bleiblockausbauchung       | 24,5 cm3·g−1[2]                        |
| Detonationsgeschwindigkeit | 4950 m·s−1[2]                          |
| Verpuffungspunkt           | 175 °C[2]                              |
| Schlagempfindlichkeit      | 10 Nm[2]                               |
| Reibempfindlichkeit        | mit 253 N Stiftbelastung Zersetzung[2] |
Die thermische Zersetzung wurde am Feststoff und in Lösung schon ab 60 °C detektiert. Oberhalb von 140 °C kann die Zersetzung explosionsartig erfolgen. Die Zersetzung verläuft als Reaktion erster Ordnung. Die Reaktionsgeschwindigkeit ist dabei in Lösung signifikant höher als im Feststoff. Für die Zersetzung des Feststoffs kann die folgende Gleichung formuliert werden.
{\displaystyle \mathrm {C_{2}(NO_{2})_{6}\longrightarrow 3\ NO_{2}+NO+N_{2}O+2\ CO_{2}} }
Bei der Zersetzung in Lösung wird im ersten Schritt Tetranitroethylen gebildet, welcher über seine Diels-Alder-Addukte z. B. mit Anthracen oder Cyclopentadien nachgewiesen werden kann.
Bei der Umsetzung in Alkoholen unter Rückfluss erfolgt eine Addition an das intermediär gebildete Tetranitroethylen. Die gebildete Dinitroalkoxyalkylstruktur ist nicht stabil und bildet nach Umlagerung der Nitrogruppe zum Salpetrigsäureester und Abspaltung von Stickoxiden den entsprechenden Ester der Dinitroessigsäure.
Der Dinitroessigsäureester dimerisiert bei der Lagerung langsam zum entsprechenden 3,4-Bis(alkoxycarbonyl)furazan-2-oxid. Bei höheren Temperaturen kann der Dinitroessigsäureester zum Dinitromethan verseift und decarboxyliert werden.

## Verwendung
Hexanitroethan kann in Treibsätzen als sauerstoffausgleichender Zusatz eingesetzt werden.